# As (曲)
Asは、日本のバンド12012の6thシングル。2009年1月21日にリリース。

## 作品情報
- 連続リリースの第1弾。
- 2008年に行ったストレートな曲作りのアプローチを引き継ぎつつ[1]、「12012のど真ん中」という意識の元に制作されている[2]。
- 7thシングル「Hallelujah」や2ndアルバム『mar maroon』へと続く物語を描く作品となっている[2]。
- 塩谷いわく「この作品で12012のあるべき形がつくれた気がする」とのこと[3]。
- キャッチコピーは「新世代ミュージック・シーンの雄、12012が解き放つニュー・ワールド」
- この作品の作詞は全て宮脇渉が手掛けている。

## 収録曲

### 初回盤A
1. As（作詞：宮脇渉 作曲：塩谷朋之）
2. flower（作詞：宮脇渉 作曲：酒井洋明）

### 初回盤B
1. As（作詞：宮脇渉 作曲：塩谷朋之）
2. flower（作詞：宮脇渉 作曲：酒井洋明）
3. crazy the city（作詞：宮脇渉 作曲：須賀勇介）

### 通常盤
1. As（作詞：宮脇渉 作曲：塩谷朋之）
2. flower（作詞：宮脇渉 作曲：酒井洋明）
3. As(instrumental)

## 収録内容

### CD
As
- タイトルの意味は「程度」[2]。テーマは「デッドな未来」[2]。
- 歌詞は「Cold Sleep」という手段で未来に行ってしまった先に何があるかを描いており、このシングルから始まり7thシングル「Hallelujah」と2ndアルバム『mar maroon』へ続く物語の始まりとなる[2]。
- この「As」から始まる物語にはSF的要素は入らず、「未来はどうなっているんだ?」という疑問を発端に「実際に100年先や1000年先に行ったら何があるか」を描くことを通して、最終的な人間の在り方をテーマにしたものとなる[2]。
- 2008年のシングルがそれぞれ明白な目的を持って制作されていたが、『As』は「12012としての真ん中」のみを意識して制作された[2]。
- 制作当初にはなかったが、制作過程でメンバーがさらにインパクトが欲しいと思い、曲中にラップが入れられている[2]。
- またラップを担当したのは須賀である[2]。
- ギターの酒井は「5年間の活動に立ち返る」、ギターの須賀は「原点回帰」、ベースの塩谷は「自分でカッコイイと思える音にする」、ドラムの川内亨は2008年の「集大成的な部分を出す」といった、それぞれのテーマで各パートをアプローチしている[2]。

flower
- 歌詞は「生命の持つ、形なき愛」を言葉にしている[2]。
- 塩谷いわく「デモ段階で100点の曲」だったとのこと[1]。

crazy the city
- 2ndアルバムへと続く物語の世界をフィーチャリングしたと同時に、『As』を別のアプローチした形の曲[2]。
- 宮脇いわく「淡々と高速で300キロで走る」というイメージの曲であるとのこと[4]。

As(instrumental)
- 『As』のインスト。

### DVD PV“As”
- 初回盤Aに付録され、PV“As”が収録されている。
- このPVは2008年12月12日のライブ終了後、会場にて初披露された。

## タイアップ一覧
As
- 日本テレビ系『音楽戦士 MUSIC FIGHTER』POWER PLAY（2009年1月）